# Geospizopsis
Geospizopsis är ett litet fågelsläkte i familjen tangaror inom ordningen tättingar. Släktet omfattar endast två arter som förekommer i Sydamerika:
- Blygrå tangara (Geospizopsis unicolor)
- Askbröstad tangara (Geospizopsis plebejus)

Tidigare inkluderades arterna i släktet Phrygilus, men genetiska studier har visat att detta är kraftigt parafyletiskt. Istället står de närmast skuggtangara (Spodiornis rustica), spetsnäbbad tangara (Acanthidops bairdi) och enfärgad tangara (Haplospiza unicolor).